# Krasnoselskoje (Leningrad)
Krasnoselskoje (russisch Красносельское, früher Красное Село/Krasnoje Selo; finnisch Kyyrölä) ist eine ländliche Siedlung (possjolok) im Nordwesten Russlands.

## Geographie
Die liegt auf der Karelischen Landenge rund 40 Kilometer südöstlich der Stadt Wyborg am Westufer des Wischnewskoje-Sees. Krasnoselskoje gehört zum Rajon Wyborg der Oblast Leningrad und ist Sitz der gleichnamigen Landgemeinde (selskoje posselenije), zu der noch 20 weitere Dörfer gehören. Die Gesamteinwohnerzahl der Gemeinde beträgt 5706 (Stand 1. Januar 2024).

## Geschichte
Das Gebiet der Karelischen Landenge gehörte seit dem Mittelalter zu Schweden, das Dorf Krasnoselskoje existierte zu jener Zeit aber noch nicht. Während des Großen Nordischen Kriegs zwischen Russland und Schweden kam es 1709 beim Vormarsch der Russen zu schweren Kämpfen in der Gegend von Krasnoselskoje. Der Legende nach soll sich ein Bach, der durch den Ort fließt, durch das Blut der Gefallenen rot gefärbt haben, weshalb der Ort den Namen „rotes Dorf“ (russisch Красное Село/Krasnoje Selo) erhielt. Den folgenden Winter mussten die russischen Truppen unter der Führung des Kommandanten Grigori Petrowitsch Tschernyschow in der Gegend von Krasnoselskoje verbringen, während die Schweden sich in Richtung Wyborg zurückgezogen und verschanzt hatten. Tschernyschew soll während des Winters Gefallen an der Gegend gefunden und gelobt haben, an dem Ort ein Landgut zu gründen, wenn es ihm gelingen würde, im Frühjahr Wyborg zu erobern. Tatsächlich fiel Wyborg 1710, woraufhin Zar Peter I. Tschernyschew mit einem größeren Lehen im Gebiet um Krasnoselskoje belohnte.
Als Gründungsdatum von Krasnoselskoje gilt das Jahr 1726, als Tschernyschew nach Ende des Krieges zwanzig Leibeigenenfamilien aus den an der Wolga gelegenen Gouvernements Kostroma und Jaroslawl in seine Ländereien verbrachte und in den vier Dörfern Krasnoje Selo (heute Krasnoselskoje, finnisch Kyyrölä), Raswos  (heute Murawjowo, finnisch Sudenoja), Kanki (heute Iskry, finnisch Kangaspelto) und Parkino (heute Podgorje, finnisch Parkkila) ansiedelte. Diese vier Dörfer bildeten eine russische Enklave auf der damals ansonsten rein finnisch besiedelten Karelischen Landenge und behielten ihre Sprache, ihre Kultur und ihren orthodoxen Glauben bei. Das Dorf Krasnoselskoje war mit seiner Kirche das Zentrum einer orthodoxen Kirchengemeinde. Der erste finnische Bewohner ließ sich erst 1870 in Krasnoselskoje nieder.
Nachdem das Gebiet des heutigen Finnland 1809 unter russische Herrschaft geraten war, wurde Krasnoselskoje als Teil des sogenannten Altfinnlands 1812 dem neugegründeten autonomen Großfürstentum Finnland angegliedert. Dadurch wurden die Einwohner von Krasnoselskoje von der Leibeigenschaft befreit und erhielten die vollen finnischen Bürgerrechte. Die Einwohner von Krasnoselskoje lebten von der Landwirtschaft und Töpferei. Der Ort war finnlandweit für seine nach traditioneller russischer Art hergestellte Töpferware bekannt. 1890 wurden die vier russisch besiedelten Dörfer aus der Gemeinde Muolaa (heute Prawdino) gelöst und erlangen als Gemeinde Kyyrölä (Krasnoselskoje) die kommunale Selbstständigkeit.
Mit der finnischen Unabhängigkeitserklärung wurde auch Krasnoselskoje 1917 zu einem Teil der Republik Finnland. Während es infolge russischer Zuwanderung während der Zugehörigkeit Finnlands zu Russland und der Flucht russischer Bürger nach der Oktoberrevolution in zahlreichen Städten des Landes eine russische Minderheit gab, bildeten die Dörfer von Krasnoselskoje das einzige Gebiet Finnlands mit geschlossen russischer Bevölkerung. Nach der Unabhängigkeit gab es verstärkte Bemühungen zur Finnisierung von Krasnoselskoje. So wurde der russischsprachige Unterricht an den Schulen eingestellt, auch die Sprache der Gemeindeverwaltung wurde 1923 von Russisch in Finnisch geändert. 1934 wurde die Gemeinde Kyyrölä aufgelöst und wieder in Muolaa eingemeindet.
Im finnisch-sowjetischen Winterkrieg von 1939–40 kam es in Krasnoselskoje zu Kämpfen, bei denen die Kirche und ein Teil des Ortes zerstört wurden. Durch die Grenzziehung nach Ende des Winterkrieges kam die gesamte Karelische Landenge an die Sowjetunion. Im Fortsetzungskrieg von 1941–44 eroberte Finnland das Gebiet zeitweilig wieder zurück, trat es nach Ende des Krieges aber wieder ab. Die Einwohner von Krasnoselskoje wurden ebenso wie die übrigen finnischen Bewohner der abgetretenen Gebiete evakuiert. Die rund 2000 russischstämmigen Flüchtlinge wurden auf verschiedene Teile Finnlands verstreut. Die größten Gruppen wurden in Hämeenlinna und Järvenpää angesiedelt.